# 해적기

해적기의 모습.

해적기(海賊旗) 또는 졸리 로저(Jolly Roger)는 해골 머리에 대퇴골 2개를 겹친 해적 깃발을 말한다. 해적 깃발중 가장 잘 알려진 것이며 바솔로뮤 로버츠가 창안하였다. '졸리 로저'라는 이 깃발의 이름은 바솔로뮤 로버츠의 별명에서 생긴 것이라고 한다.
또 다른 설은 17세기에 카리브 해에서 왕성하게 활동하던 프랑스 해적들이 사용하전 붉은색 깃발에서 유래되었다고도 한다. 프랑스어로 '매우 빨간'이란 말을 "joli rouge'(졸리 로즈)라고 하는데, 프랑스 출신 해적들이 매우 빨간색의 깃발을 사용했기 때문이다. 빨간색은 붉은 피로, 죽을 각오가 되어있는 해적들이라는 뜻이 포함되어 있다고도 한다.

## 예시
다음은 과거 해적들이 사용한 해적기의 예시이다.

존 래컴의 해적기
프랜시스 드레이크의 해적기
에드워드 티치의 해적기
바솔로뮤 로버츠의 초기 해적기
바솔로뮤 로버츠의 해적기
에드워드 로의 해적기
헨리 에브리의 해적기
헨리 에브리의 Red 해적기
바르바로스 하이레딘 파샤의 해적기
스티드 보넷의 해적기
에드워드 잉글랜드의 해적기
크리스토퍼 콘덴트의 해적기
에마누엘 윈의 해적기
토마스 튜의 해적기
크리스토퍼 무디의 해적기
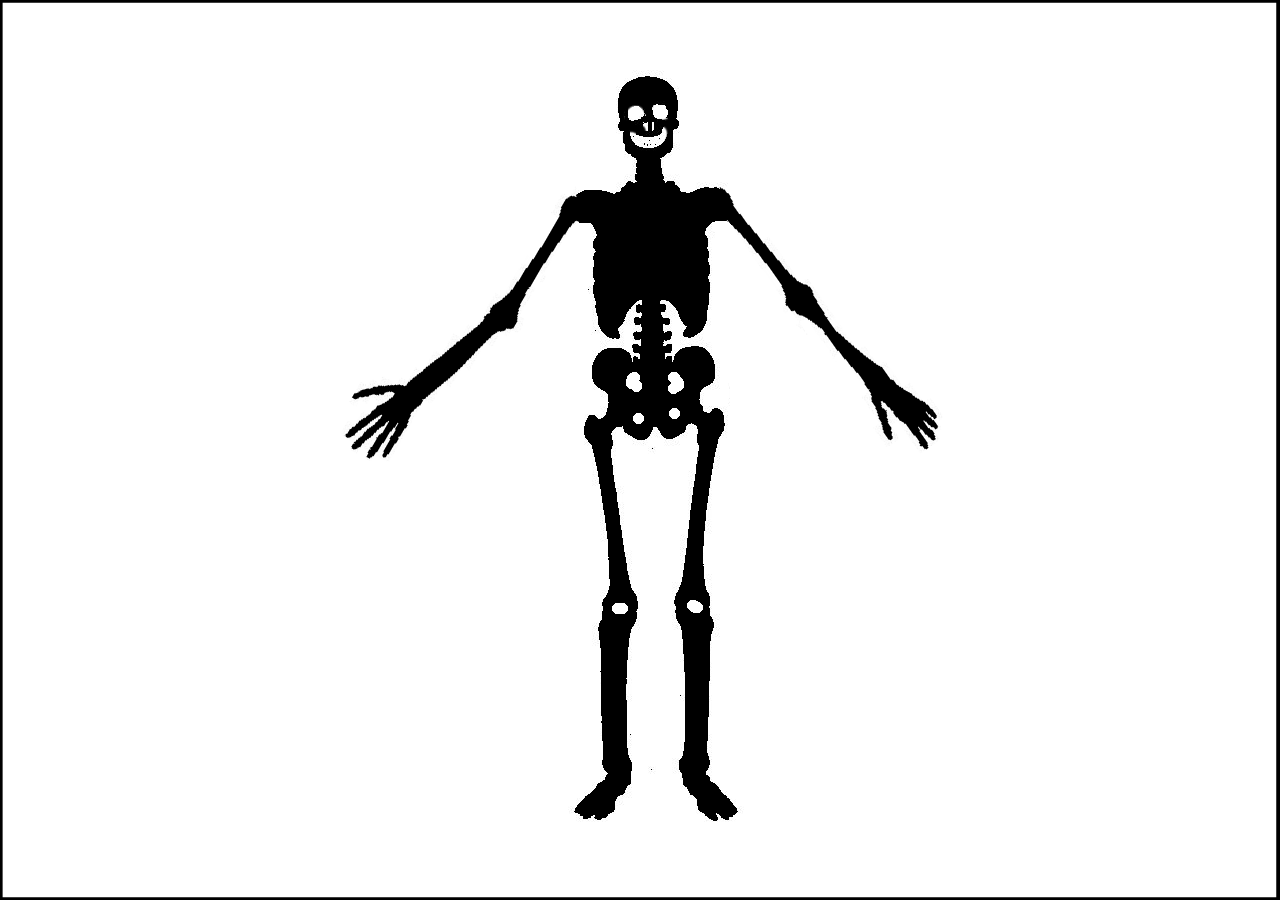
올리비에 르바쇠르의 해적기
존 켈치의 해적기
월터 케네디의 해적기
리처드 월리의 해적기
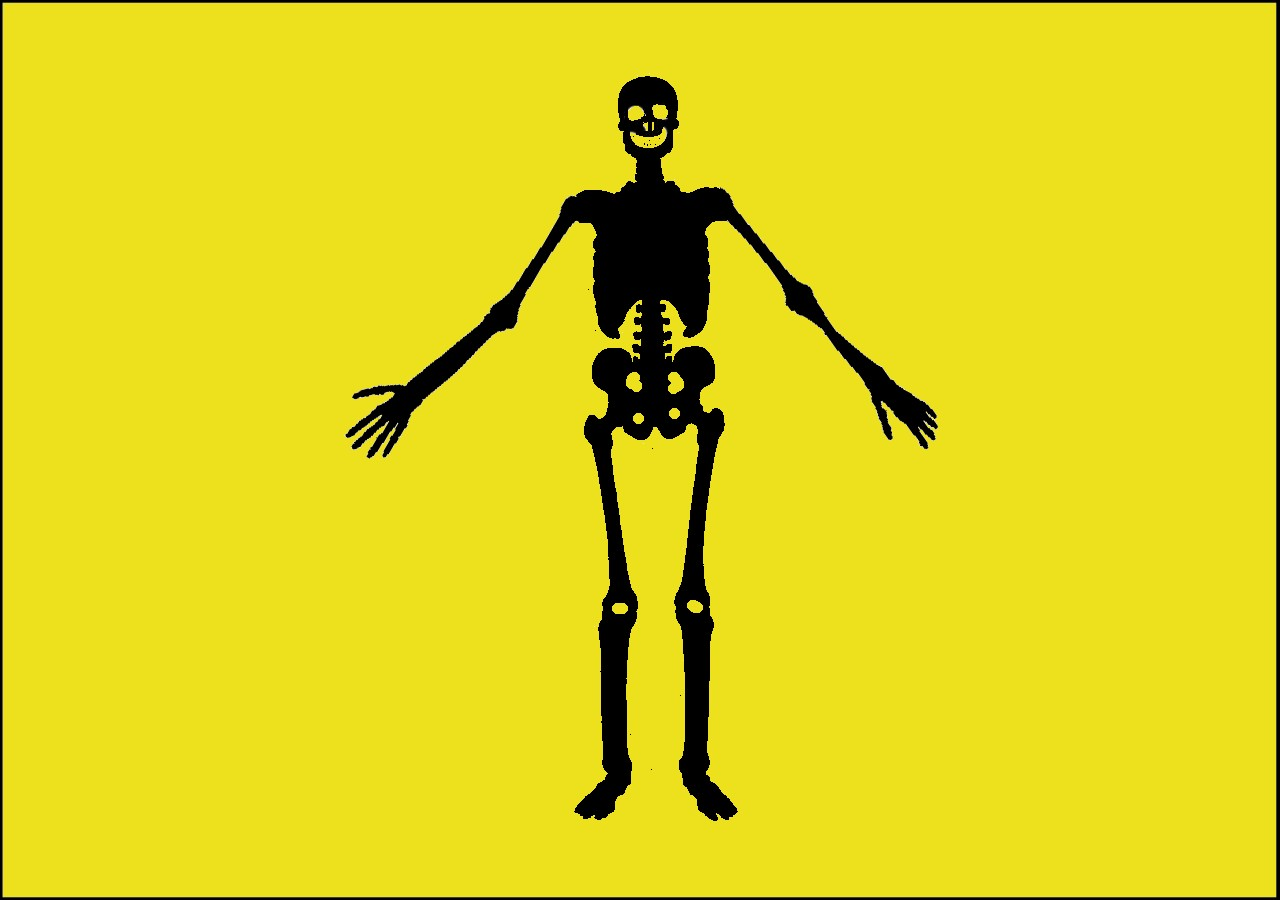
윌리엄 베타의 해적기
잭 폴리시 전쟁의 해적기
바솔로뮤 로버츠의 해적기
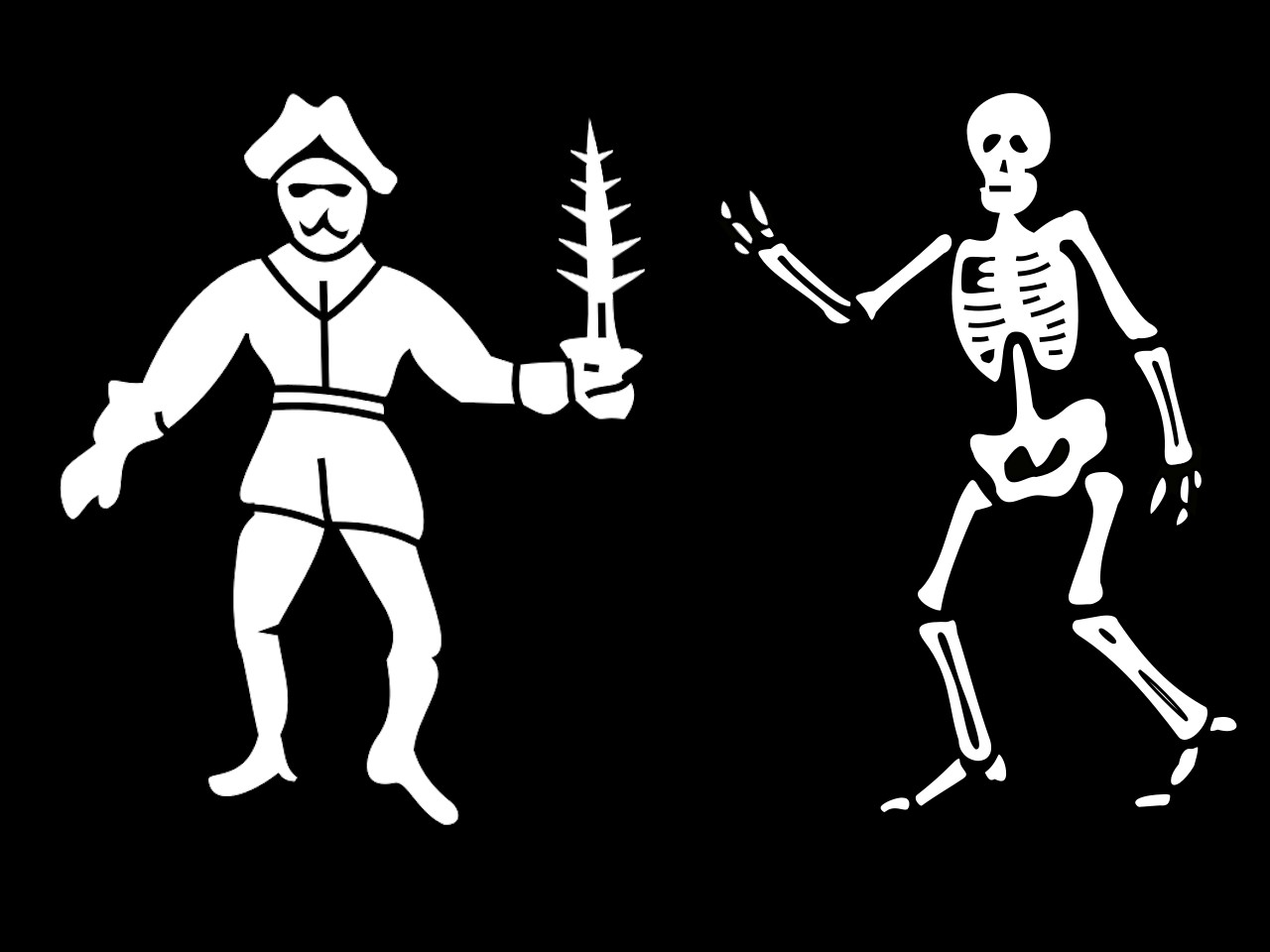
바솔로뮤 로버츠의 해적기
마니스 모굴의 해적기
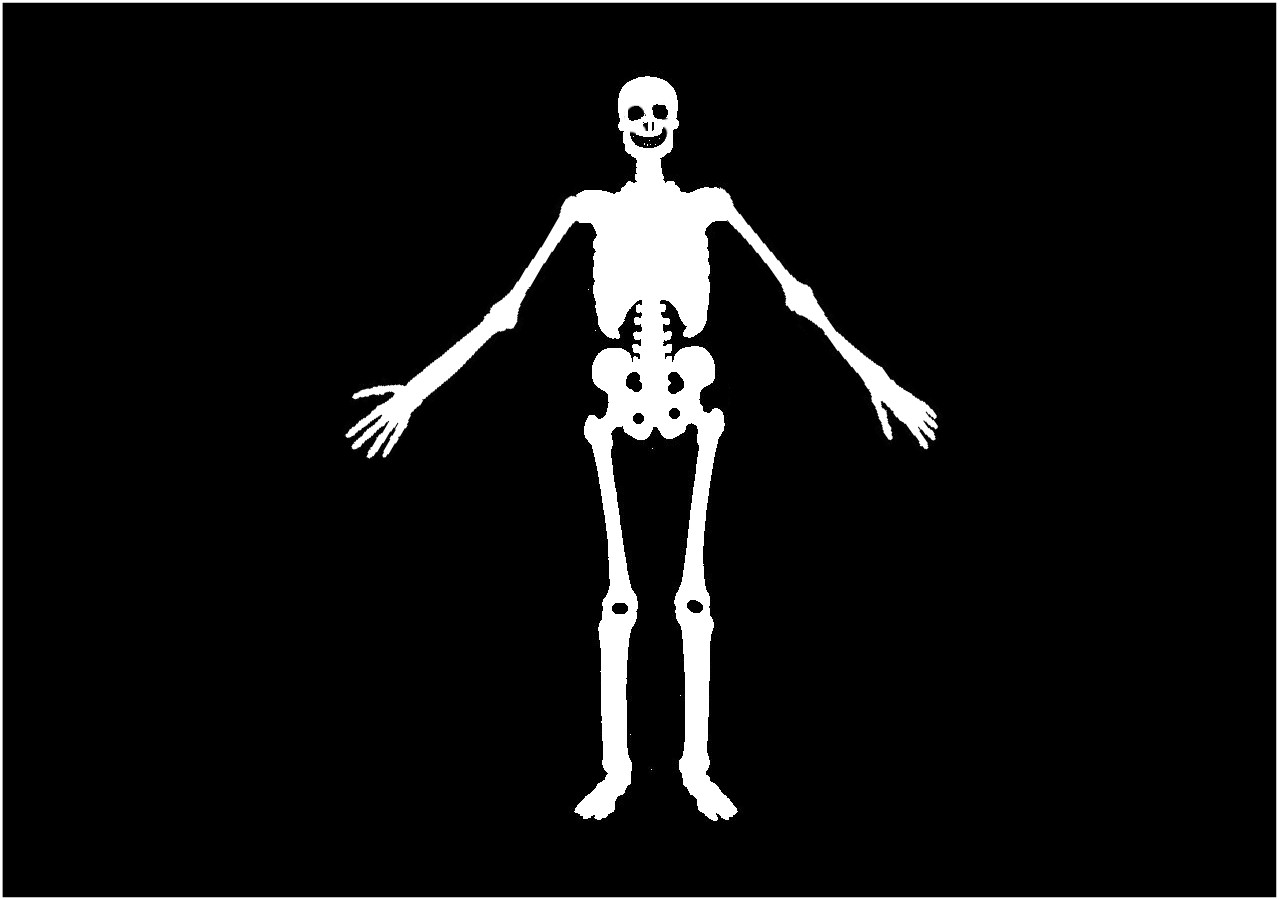
존 콜의 해적기
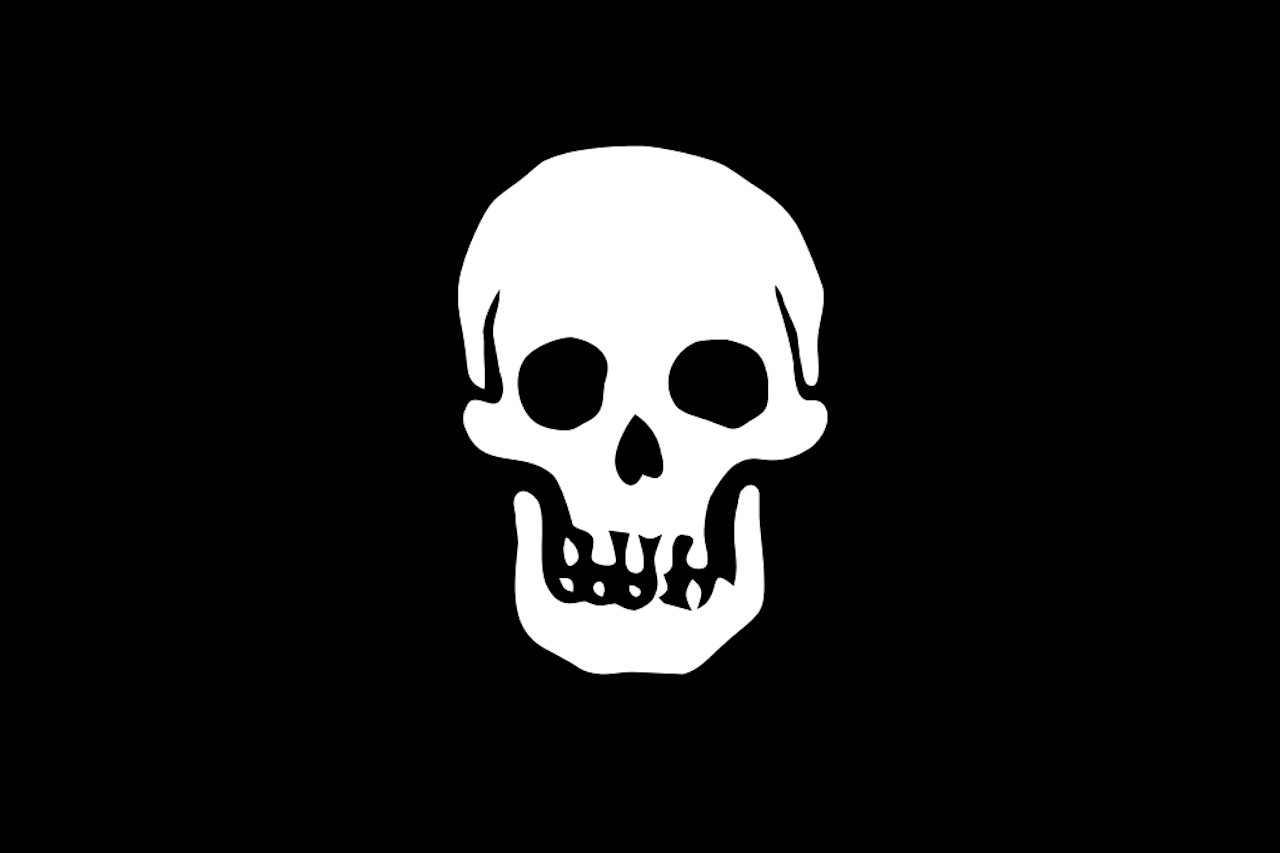
헨드릭 하멜의 해적기
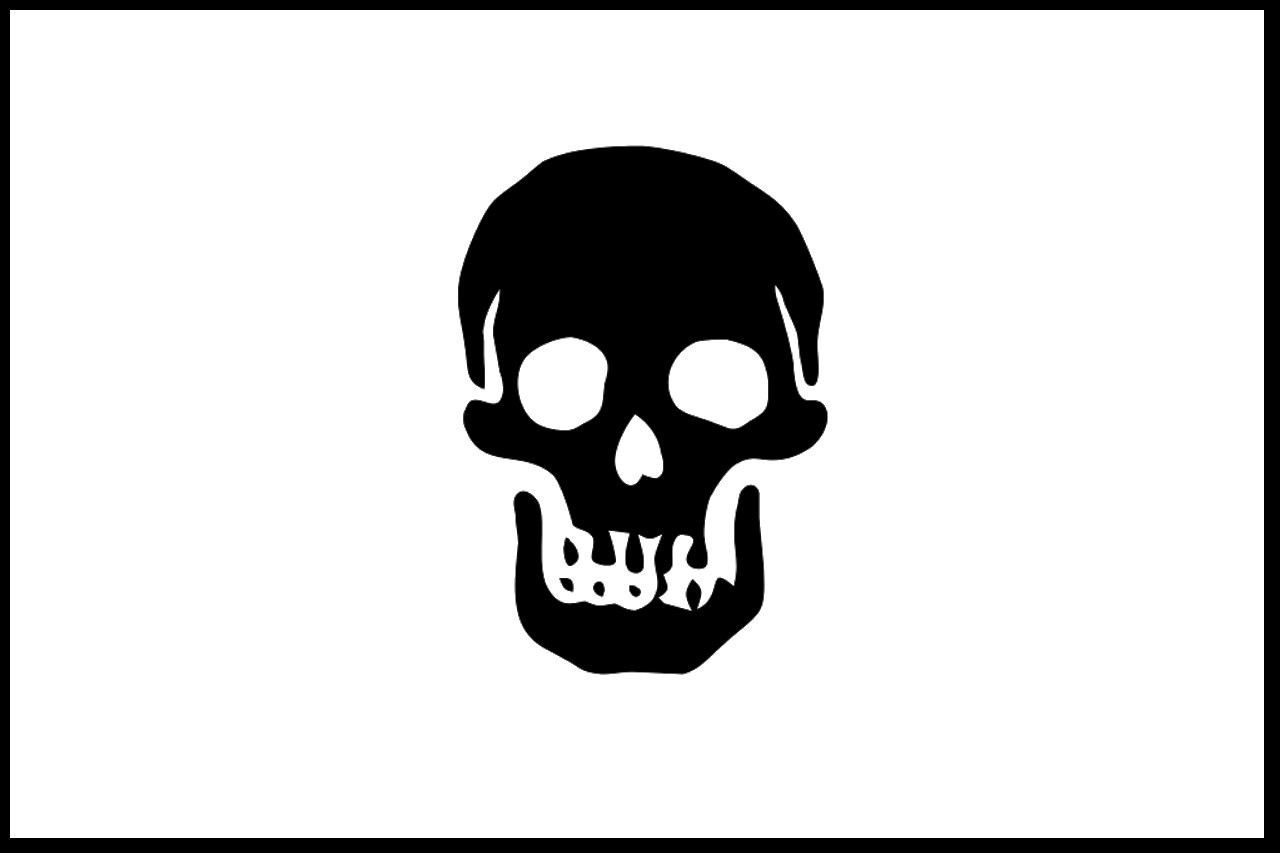
올리비에 르바쇠르의 해적기
장 토마스 둘라 진의 해적기
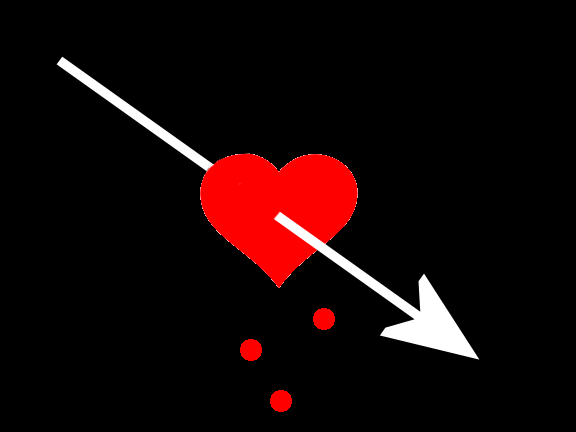
토마스 니콜의 해적기
나핀의 해적기
나핀의 해적기
에드워드 로의 해적기
월터 케네디의 해적기
존 필립스의 해적기

## 같이 보기
- 옛 국기 목록